# プラット・アンド・ホイットニー R-4360

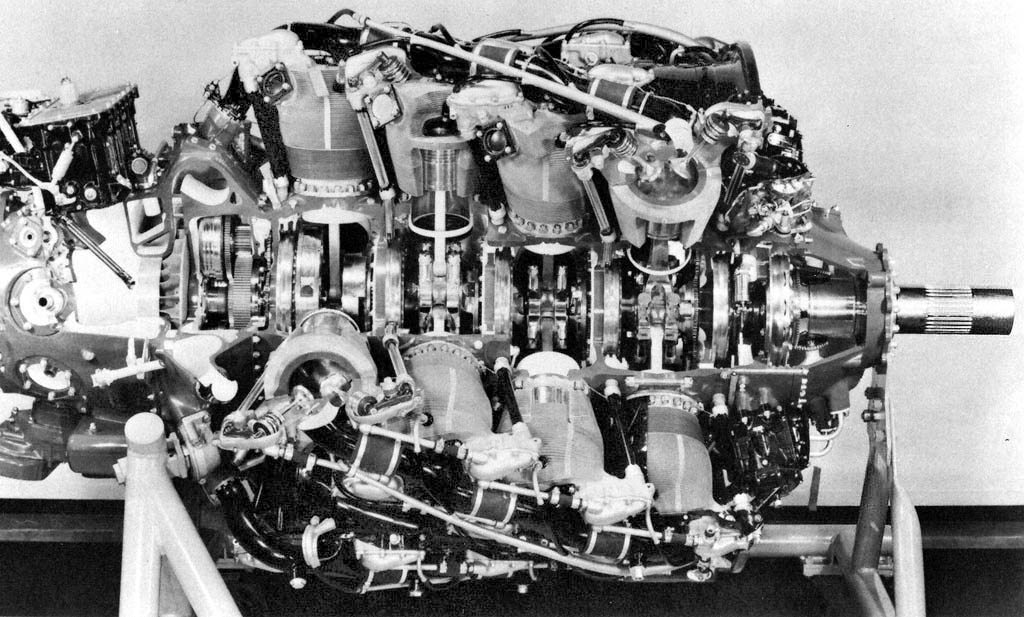
プラット・アンド・ホイットニー R-4360
ワスプ・メジャー (カットモデル)

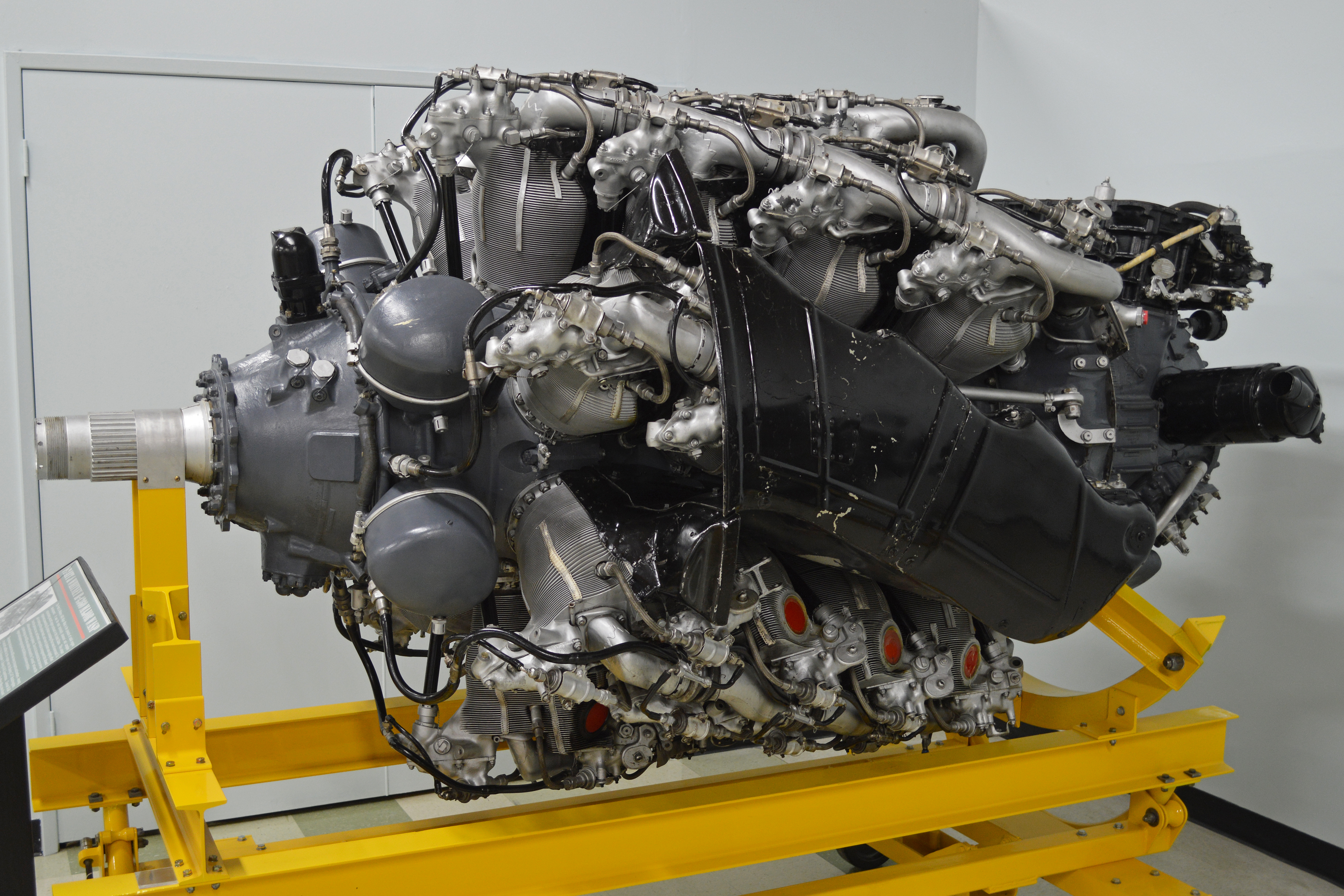
プラット・アンド・ホイットニー R-4360
ワスプ・メジャー

R-4360・ワスプ・メジャーは、第二次世界大戦中に設計・製造された、航空機用空冷星型レシプロエンジンである。

## 概要
ワスプ・メジャーはプラット・アンド・ホイットニーのワスプシリーズの最終機種であり、同社のピストンエンジン技術の最高峰であった。しかし、このエンジンを積んだ飛行機が実戦に投入される前に、戦争は終わっていた。とはいえ、最後の世代となる大型レシプロエンジン機の動力源となったことは事実である。その後はジェットエンジンとターボプロップエンジンがレシプロエンジンに取って代わることとなった。
ワスプ・メジャーは、星型の7気筒エンジンを4基直列につなぎ合わせた、四重星型28気筒エンジンであり、写真からもわかるように、シリンダーの角度を各列で少しずつずらし、緩やかな螺旋を描くようになっており、後列の冷却（空冷）の助けとしている。
プロペラブレードの先端が非効率的な超音速に達しないように、減速機のギア比は 0.375:1 に設定された。一方、スーパーチャージャー（遠心式）のギア比は 6.374:1 に設定され、これにより過給が行われた。
飛行中の信頼性は高いものの、整備が大変なエンジンでもあった。始動方法を誤ると56個全ての点火プラグが汚れて（「かぶって」）しまい、こうなると清掃または交換にかなりの時間を要することとなった。同じ時代のほとんどの航空用ピストンエンジンと同じように、ワスプ・メジャーが商用として利用されるときのオーバーホール間隔 (TBO) は、およそ600時間であった。
総排気量は4,362.50  in3 (71.5  L) であり、これがモデル番号となった。最初のモデルは3,000 hp（2,240 kW）を達成したが、最終的なモデルはスーパーチャージャーに加えて 2台の大きなターボチャージャー（排気タービン過給器）を搭載し、4,300  hp (3200  kW) を達成した。重量は 3,482 から 3,870  lb (1,579 から 1,755 kg) とかなり重かったが、1.11 hp/lb (1.83 kW/kg) のパワーウェイトレシオを実現しており、これに匹敵するレシプロエンジンは少ない。
派生型の R-2180 は、R-4360 を半分に切ったものである。7本ずつのシリンダーを2列有した空冷二重星型14気筒エンジンで、第二次世界大戦後の旅客機であるサーブ 90 スカンディアに搭載された。

## 搭載航空機
プラット・アンド・ホイットニー R-4360 は、ボーイング B-29 スーパーフォートレス の新しい動力を目指していた。しかし、ワスプ・メジャーを搭載したスーパーフォートレスは、結局 B-50 と呼ばれることとなった。ワスプ・メジャーはコンベア B-36 や他の多くの航空機に搭載された。
 フランス
- シュド・エスト SE.2010 アルマニャック

 アメリカ合衆国
- エアロスペースラインズ社 (en:Aero Spacelines, Inc.) の プレグナントグッピー と ミニグッピー (en:Mini Guppy)
- ボーイング377 ストラトクルーザー
- ボーイング B-50 スーパーフォートレス
- ボーイング C-97 ストラトフレイター
- ボーイング XF8B
- ボーイング XB-44 スーパーフォートレス
- コンベア B-36
- コンベア XC-99
- カーチス XBTC
- ダグラス C-74 グローブマスター
- ダグラス C-124 グローブマスターII
- ダグラス TB2D スカイパイレート
- フェアチャイルド C-119 フライングボックスカー
- フェアチャイルド C-120 パックプレーン (Fairchild C-120 Packplane)
- グッドイヤー F2G コルセア
- ヒューズ H-4 ハーキュリーズ ("スプルース・グース")
- ヒューズ XF-11
- ロッキード R6V コンスティテューション
- マーチン AM モーラー
- マーチン P4M マーケーター
- ノースロップ YB-35
- リパブリック XP-72
- リパブリック XF-12 レインボウ (Republic XF-12 Rainbow)
- バルティ XA-41

## 主要諸元 (R-4360-51VDT)
- 形式：過給式空冷4連星型28気筒
- ボア：5.75 in (146 mm)
- ストローク：6.00 in (152 mm)
- 排気量：4,362.5 in3 (71.49 L)
- 全長：96.5 in (2,451 mm)
- 直径：55 in (1,397 mm)
- 乾燥重量：3,870 ポンド (質量)lb (1,755 kg)
- バルブ：シリンダ当たり2つのポペットバルブ
- 過給機：ギア駆動1段可変速遠心式スーパーチャージャー
- ターボチャージャー：ゼネラル・エレクトリック CHM-2
- 燃料供給方式：Stromberg (en:Stromberg) 4-バレル圧力式キャブレター
- 燃料：108/135オクタン ガソリン
- 冷却方式：空冷式
- 出力：4,300 hp (3,210 kW)
- 排気量あたりの出力：0.99 hp/in3 (45.0 kW/L)
- 圧縮比： 6.7:1
- パワーウェイトレシオ：1.11 hp/lb (1.83 kW/kg)

## 派生型
| Pratt & Whitney R-4360 Wasp Major | Pratt & Whitney R-4360 Wasp Major | Pratt & Whitney R-4360 Wasp Major | Pratt & Whitney R-4360 Wasp Major | Pratt & Whitney R-4360 Wasp Major | Pratt & Whitney R-4360 Wasp Major |
| 型式                              | 乾燥重量                          | 離昇出力                          | 最大出力/高度                     | 最大出力/高度                     | 搭載機                            |
| --------------------------------- | --------------------------------- | --------------------------------- | --------------------------------- | --------------------------------- | --------------------------------- |
| R-4360-4                          | 3,325lbs (1,508kg)                | 2,975Bhp/S.L.                     | 3,310Bhp/S.L.                     | 2,900Bhp/9,000ft                  | F2G-1/2、AM-1                     |
| R-4360-5                          | 3,605lbs (1,635kg)                | 3,000Bhp/S.L.                     | 3,000Bhp/S.L.-40,000ft            | 3,000Bhp/S.L.-40,000ft            | ―                                 |
| R-4360-6                          | 3,585lbs (1,626kg)                | 3,000Bhp/S.L.                     | 3,000Bhp/S.L.-1,500ft             | 2,400Bhp/25,000ft                 | ―                                 |
| R-4360-7                          | 3,183lbs (1,444kg)                | 3,000Bhp/S.L.                     | 3,000Bhp/S.L.-40,000ft            | 3,000Bhp/S.L.-40,000ft            | ―                                 |
| R-4360-8                          | 3,525lbs (1,599kg)                | 3,000Bhp/S.L.                     | 3,000Bhp/S.L.-1,500ft             | 2,400Bhp/13,500ft                 | XTB2D-1                           |
| R-4360-10                         | 3,785lbs (1,717kg)                | 3,000Bhp/S.L.                     | 3,000Bhp/S.L.-1,500ft             | 2,540Bhp/22,000ft                 | XF8B-1                            |
| R-4360-17                         | 3,306lbs (1,500kg)                | 3,000Bhp/S.L.                     | 3,000Bhp/S.L.-40,000ft            | 3,000Bhp/S.L.-40,000ft            | XB-35                             |
| R-4360-20                         | 3,540lbs (1,606kg)                | 3,250Bhp/S.L.                     | 3,250Bhp/S.L.-1,500ft             | 2,500Bhp/17,000ft                 | R4Q-1、P4M-1                      |
| R-4360-24                         | 3,411lbs (1,547kg)                | 3,000Bhp/S.L.                     | 3,000Bhp/S.L.-1,500ft             | 2,400Bhp/13,500ft                 | JRM-2                             |
| R-4360-25                         | 3,483lbs (1,580kg)                | 3,250Bhp/S.L.                     | 3,000Bhp/S.L.-40,000ft            | 3,000Bhp/S.L.-40,000ft            | B-36A                             |
| R-4360-35                         | 3,490lbs (1,583kg)                | 3,500Bhp/S.L.                     | 3,500Bhp/S.L.-15,000ft            | 3,290Bhp/30,500ft                 | B-50A/B/D                         |
| R-4360-41                         | 3,567lbs (1,618kg)                | 3,500Bhp/S.L.                     | 3,500Bhp/S.L.                     | 3,250Bhp/34,000ft                 | B-36B/D/E                         |
| R-4360-43                         | 3,720lbs (1,687kg)                | 4,300Bhp/S.L.                     | 4,300Bhp/S.L.                     | ―                                 | YB-50C                            |
| R-4360-49                         | 3,490lbs (1,583kg)                | 3,500Bhp/S.L.                     | 3,500Bhp/S.L.                     | ―                                 | C-74                              |
| R-4360-51                         | 4,020lbs (1,823kg)                | 4,300Bhp/S.L.                     | 4,300Bhp/S.L.                     | ―                                 | ―                                 |
| R-4360-53                         | 4,040lbs (1,833kg)                | 3,800Bhp/S.L.                     | 3,800Bhp/S.L.                     | 3,500Bhp/35,000ft                 | B-36D/E/F/H/J                     |
| R-4360-55                         | 3,892lbs (1,765kg)                | 4,300Bhp/S.L.                     | 4,300Bhp/S.L.                     | ―                                 | ―                                 |
| R-4360-57                         | 3,892lbs (1,765kg)                | 4,300Bhp/S.L.                     | 4,300Bhp/S.L.                     | ―                                 | ―                                 |
| R-4360-59B                        | 3,689lbs (1,673kg)                | 3,500Bhp/S.L.                     | 3,500Bhp/S.L.                     | ―                                 | C-97D                             |
| R-4360-63                         | 3,811lbs (1,729kg)                | 3,800Bhp/S.L.                     | 3,800Bhp/S.L.                     | ―                                 | C-124                             |
| R-4360-65                         | 3,490lbs (1,583kg)                | 3,500Bhp/S.L.                     | 3,500Bhp/S.L.                     | ―                                 | C-97A                             |
| R-4360-B5                         | 3,490lbs (1,583kg)                | 3,250Bhp/S.L.                     | 3,250Bhp/S.L.                     | ―                                 | 377                               |
| R-4360-B6                         | 3,584lbs (1,626kg)                | 3,500Bhp/S.L.                     | 3,500Bhp/S.L.                     | ―                                 | 377                               |
| R-4360-C2                         | 3,600lbs (1,633kg)                | 3,500Bhp/S.L.                     | 3,500Bhp/S.L.-500ft               | ―                                 | ―                                 |
| R-4360-C3                         | 3,720lbs (1,687kg)                | 4,300Bhp/S.L.                     | 4,300Bhp/S.L.-27,500ft            | 4,300Bhp/S.L.-27,500ft            | ―                                 |
| R-4360-C4                         | 3,820lbs (1,733kg)                | 4,800Bhp/S.L.                     | 4,800Bhp/S.L.-25,000ft            | 4,800Bhp/S.L.-25,000ft            | ―                                 |

ワスプ・メジャーは上記以外の派生型を含めて1944年から1955年の間に計18,679基が製造された。

### 関連製品
- プラット・アンド・ホイットニー ワスプ・シリーズ
  - R-1340 ワスプ
  - R-985 ワスプ・ジュニア
  - R-1830 ツイン・ワスプ
  - R-1535 ツイン・ワスプ・ジュニア
  - R-2800 ダブル・ワスプ

### 競合エンジン
- カーチス・ライト R-3350
- ブリストル セントーラス
- ネイピア セイバー

## 参照
- Pratt & Whitney page on the R-4360
- More info - ウェイバックマシン（2000年3月3日アーカイブ分）
- Information about the 4360 from the Aircraft Engine Historical Society includes photos of the VDT engine.